# Chiropterotriton
Genre
Chiropterotriton est un genre d'urodèles de la famille des Plethodontidae.

## Répartition
Les 23 espèces de ce genre sont endémiques de l'Ouest Mexique. Elles se rencontrent de l'État de Tamaulipas jusqu'au Nord de l'État d'Oaxaca.

## Liste des espèces
Selon Amphibian Species of the World (16 juin 2020) :
- Chiropterotriton arboreus (Taylor, 1941)
- Chiropterotriton aureus García-Castillo et al.[3], 2018
- Chiropterotriton casasi Parra-Olea et al.[4], 2020
- Chiropterotriton ceronorum Parra-Olea et al.[4], 2020
- Chiropterotriton chico García-Castillo et al.[5], 2017
- Chiropterotriton chiropterus (Cope, 1863)
- Chiropterotriton chondrostega (Taylor, 1941)
- Chiropterotriton cieloensis Rovito & Parra-Olea, 2015
- Chiropterotriton cracens Rabb, 1958
- Chiropterotriton dimidiatus (Taylor, 1940)
- Chiropterotriton infernalis Rovito & Parra-Olea, 2015
- Chiropterotriton lavae (Taylor, 1942)
- Chiropterotriton magnipes Rabb, 1965
- Chiropterotriton melipona Parra-Olea et al.[4], 2020
- Chiropterotriton miquihuanus Campbell et al.[6], 2014
- Chiropterotriton mosaueri (Woodall, 1941)
- Chiropterotriton multidentatus (Taylor, 1939)
- Chiropterotriton nubilus García-Castillo et al.[3], 2018
- Chiropterotriton orculus (Cope, 1865)
- Chiropterotriton perotensis Parra-Olea et al.[4], 2020
- Chiropterotriton priscus Rabb, 1956
- Chiropterotriton terrestris (Taylor, 1941)
- Chiropterotriton totonacus Parra-Olea et al.[4], 2020

## Publication originale
- Taylor, 1944 : The genera of plethodont salamanders in Mexico, Pt. I. University of Kansas Science Bulletin, vol. 30, no 12, p. 189-232 (texte intégral).